# Ida läser ett brev

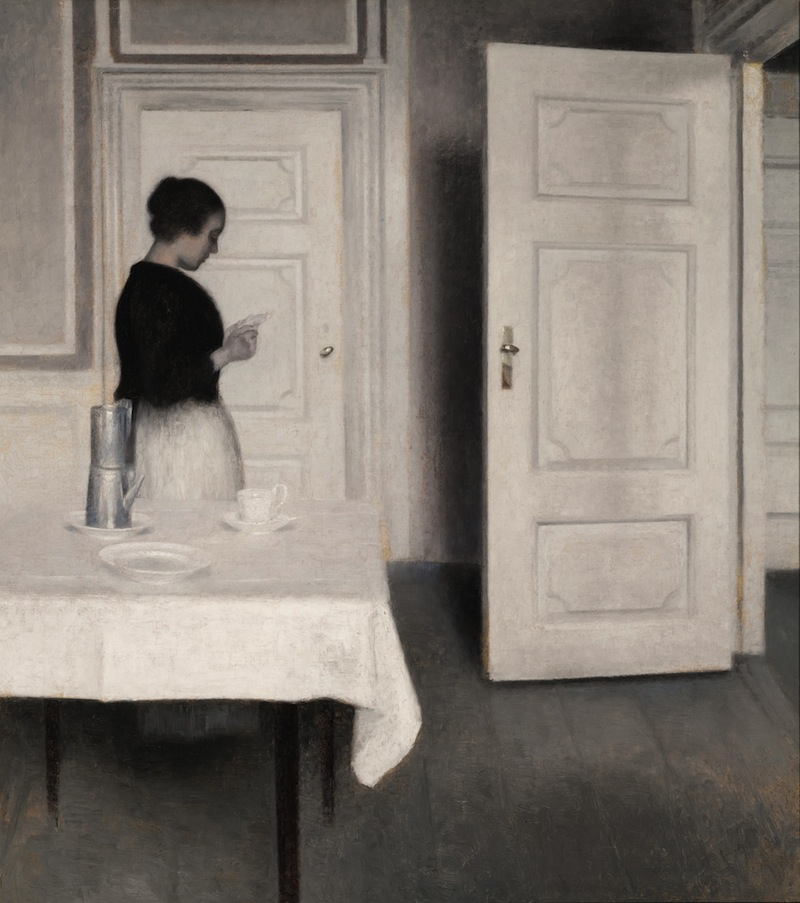
Ida läser ett brev (olja på duk, 66x59 cm), 1899

Ida läser ett brev (danska: Ida læser et brev) är en målning av Vilhelm Hammershøi från år 1899.
Målningen visar konstnärens hustru Ida som läser ett brev vid ett bord med vit duk, en vitmålad dörr bakom henne och en öppen vitmålad dörr framför henne. Målningen var en av de första som Hammershøi gjorde efter att han flyttat till Strandgade 30 i Köpenhamn och är typisk för hans interiörmotiv vid denna tid. Målningen förefaller vara direkt influerad av Vermeers verk Kvinna i blått som läser ett brev. Hammershøi reste år 1887 till Holland och såg då Vermeers verk.
Målningen såldes år 2012 vid en auktion på Sotheby's för 1,7 miljoner brittiska pund. Det var en rekordsumma för en dansk tavla såld på auktion.